# Dolmens de la Font de l'Aram
Pour les articles homonymes, voir Aram.
Les dolmens de la Font de l'Aram sont un ensemble de trois sépultures mégalithiques de type coffres situées à Ria-Sirach, dans le département français des Pyrénées-Orientales.

## Dolmen I
Le dolmen a été découvert et fouillé en 1966 par Jean Abélanet. Son architecture est celle d'un petit coffre enterré dans son tumulus. Le coffre est ruiné : il n'en demeure que la dalle de chevet (0,96 m de long) et un orthostate côté est (1,69 m de long). Le tumulus est parfaitement conservé. Il est entouré d'un péristalithe constitué de 21 éléments, dallettes plantées verticalement ou simples blocs posés.
La fouille de la chambre n'a livré que quelques tessons de céramique modelée sans caractères particuliers et un fragment de schiste comportant des incisions.

## Dolmen II
Le dolmen a été signalé en 1996, il est complètement ruiné. Il n'en demeure que deux orthostates, la dalle de chevet (1,13 m de long) inclinée dépassant du sol sur 0,40 m de hauteur et une seconde dalle (1 m de long) qui affleure du sol à 1,30 m de distance, ce qui implique l'existence antérieure d'une dalle, désormais disparue, entre les deux. Selon Abélanet, il s'agirait d'un coffre mégalithique.

## Dolmen III
La structure a été découverte en 1966, elle n'a pas été retrouvée depuis, probablement détruite lors d'aménagements agricoles. L'édifice correspondait à un petit coffre délimité par des dalles en schiste.